# Gnathostrangalia conspicua
Gnathostrangalia conspicua är en skalbaggsart som beskrevs av Holzschuh 2008. Gnathostrangalia conspicua ingår i släktet Gnathostrangalia och familjen långhorningar.
Artens utbredningsområde är Laos. Inga underarter finns listade i Catalogue of Life.